# ケイティ・モーガン

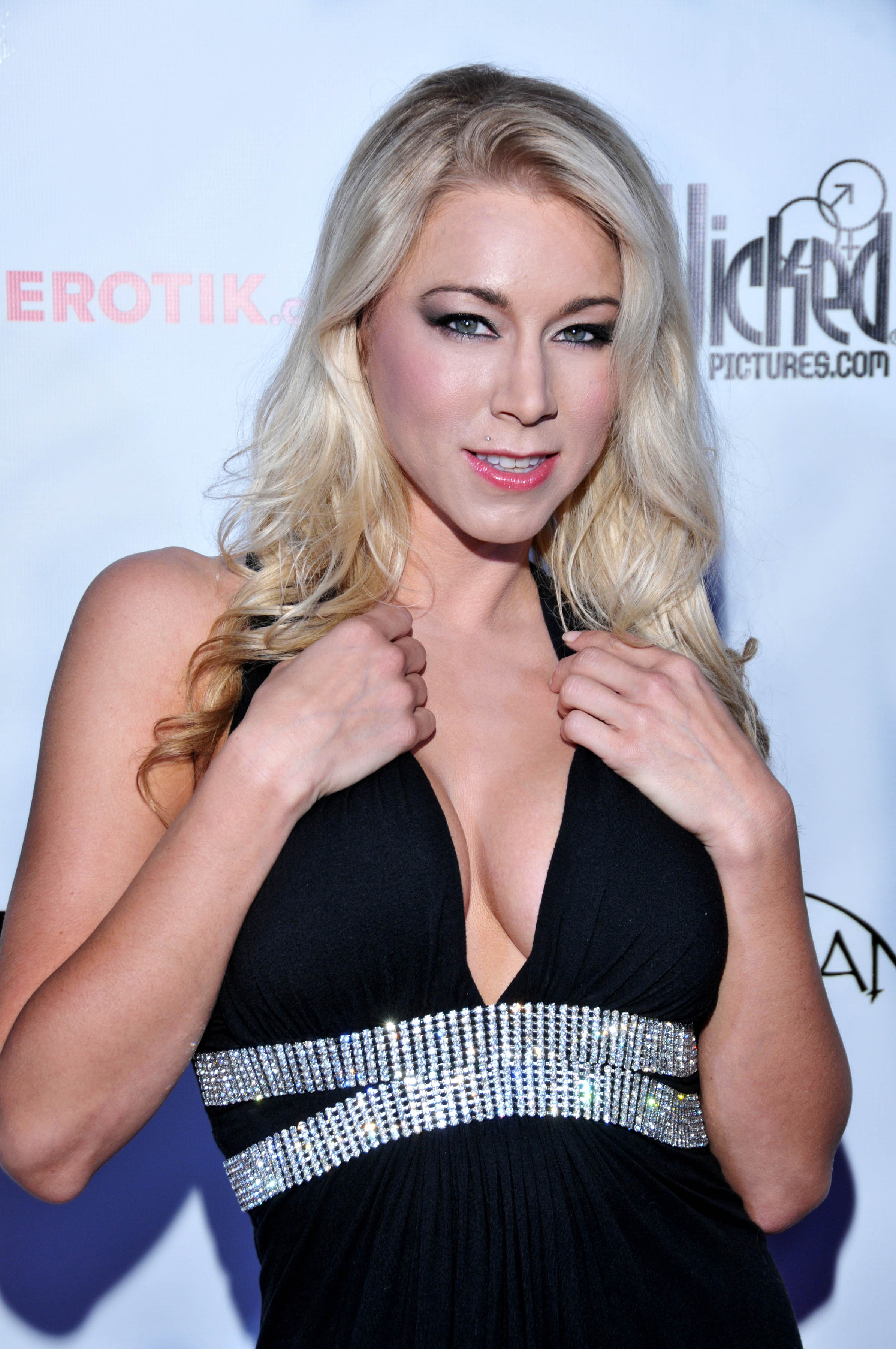
ケイティ・モーガン

ケイティ・モーガン（Katie Morgan, 1980年3月17日 - ）は、アメリカ合衆国のポルノ女優。カリフォルニア州ロサンゼルス出身。

## フィルモグラフィ
- Black Cravings 4 (2001)
- Chasing The Big Ones 12 (2002)
- Babysitter 10 (2002)
- Another Man's Wife (2007)
- 恋するポルノ・グラフィティ(2008)
- Desperate Housewives All Stars (2009)
- Shoot the Hero (2010)